# Denes nad Makedonija
Denes nad Makedonija (ro. Astăzi peste Macedonia) este imnul național al Republicii Macedonia. Acesta a fost compus în 1943 de către Vlado Maleski și a fost adoptat ca imn al Republicii Socialiste a Macedoniei, parte din fosta Iugoslavie, la înființarea sa după al Doilea Război Mondial. Mai târziu, melodia a fost selectată pentru a fi imnul republicii independente a Macedoniei.

## Versuri

### Înmacedoneană
| În alfabetul chirilic | Transliterație | În alfabetul grecesc | Transcriere fonetică (AFI) |
| Прва строфа: Денес над Македонија се раѓа, ново сонце на слободата! 𝄆 Македонците се борат, за своите правдини! 𝄇 Втора строфа: Не плачи Македонијо мајко мила, Крени глава гордо, високо, 𝄆 Старо, младо, машко и женско, На нозе се кренало! 𝄇 Трета строфа: Одново сега знамето се вее, на Крушевската Република! 𝄆 Гоце Делчев, Питу Гули, Даме Груев, Сандански! 𝄇 Четврта строфа: Горите македонски шумно пеат, нови песни, нови весници! 𝄆 Македонија слободна, слободно живее! 𝄇 | Părva strofa: Denes nad Machedonia se rađa, novo sonțe na slobodata! 𝄆 Machedonțite se borat, za svoite pravdini! 𝄇 Vtora strofa: Ne placi Machedonio maico mila, Creni glava gordo, visoco, 𝄆 Staro, mlado, mașco i jensco, Na noze se crenalo! 𝄇 Treta strofa: Odnovo sega znameto se vee, na Crușevscata Republica! 𝄆 Goțe Delcev, Pitu Guli, Dame Gruev, Sandanschi! 𝄇 Cetvărta strofa: Gorite Machedonschi șumno peat, novi pesni, novi vesniți! 𝄆 Machedonia slobodna, slobodno jivee! 𝄇 | Πύρϝα στρόφα Δένες ναδ Μακεδόνια σε ράγ̇α, νόϝο σόντζε να σλοβόδατα! 𝄆 Μακεδόντσιτε σε βόρατ, ζα σϝόϊτε πράϝδινι! 𝄇 Ϝτόρα στρόφα Νε πλάτσ̌ι Μακεδόνιο μάικο μίλα, Κρένι γλάϝα γόρδο, ϝίσοκο, 𝄆 Στάρο, μλάδο, μάσ̌κο ι ζ̌ένσκο, Να νόζε σε κρέναλο! 𝄇 Τρέτα στρόφα Όδνοϝο σέγα ζνάμετο σε ϝεε, να Κρουσ̌έϝσκατα Ρεπούβλικα! 𝄆 Γότσε Δέλτσ̌εϝ, Πίτου Γούλι, Δάμε Γρούεϝ, Σάνδανσκι! 𝄇 Τσ̌έτϝυρτα στρόφα Γόριτε Μακέδονσκι σ̌ούνμο πέατ, νόϝι πέσνι, νόϝι ϝέσνιτσι! 𝄆 Μακεδόνια σλόβοδνα, σλόβοδνο ζ̌ίϝεε! 𝄇 | [ˈpr̩va ˈs̪t̪rɔfa] [ˈd̪ɛn̪ɛs̪ n̪at̪ makɛˈd̪ɔn̪ija s̪ɛ ˈraɟa ǀ] [ˈnɔvɔ ˈs̪ɔn̪t̪͡s̪ɛ n̪a s̪ɫ̪ɔˈbɔd̪at̪a ‖] 𝄆 [makɛˈd̪ɔn̪t̪͡s̪it̪ɛ s̪ɛ ˈbɔrat̪ ǀ] [z̪a ˈs̪vɔit̪ɛ ˈpravd̪in̪i ‖] 𝄇 [ˈft̪ɔra ˈs̪t̪rɔfa] [n̪ɛ ˈpɫ̪at͡ʃi makɛˈd̪ɔn̪ijɔ ˈmajkɔ ˈmiɫ̪a ǀ] [ˈkrɛn̪i ˈgɫ̪ava ˈgɔrd̪ɔ ǀ ˈvis̪ɔkɔ ǀ] 𝄆 [ˈs̪t̪arɔ ǀ ˈmɫ̪ad̪ɔ ǀ ˈmaʃkɔ i ˈʒɛn̪s̪kɔ ǀ] [n̪a ˈn̪ɔz̪ɛ s̪ɛ ˈkrɛn̪aɫ̪ɔ ‖] 𝄇 [ˈt̪rɛt̪a ˈs̪t̪rɔfa] [ˈɔd̪n̪ɔvɔ ˈs̪ɛga ˈz̪n̪amɛt̪ɔ s̪ɛ vɛː ǀ] [n̪a kruˈʃɛfs̪kat̪a rɛˈpubl̪ika ǁ] 𝄆 [ˈgɔt̪͡s̪ɛ ˈd̪ɛl̪t͡ʃɛf ǀ ˈpit̪u ˈgul̪i ǀ] [ˈd̪amɛ ˈgruɛf ǀ ˈs̪an̪d̪an̪s̪ki ǁ] 𝄇 [ˈt͡ʃɛt̪vr̩t̪a ˈs̪t̪rɔfa] [ˈgɔrit̪ɛ maˈkɛd̪ɔn̪s̪ki ˈʃumn̪ɔ ˈpɛat̪ ǀ] [ˈn̪ɔvi ˈpɛs̪n̪i ǀ ˈn̪ɔvi ˈvɛs̪n̪it̪͡s̪i ǁ] 𝄆 [makɛˈd̪ɔn̪ija ˈs̪ɫ̪ɔbɔd̪n̪a ǀ] [ˈs̪ɫ̪ɔbɔd̪n̪ɔ ˈʒivɛː ǁ] 𝄇 |

### Traducere înromână
Astăzi peste Macedonia se naște
Un soare nou libertății!
Macedonenii se luptă
Pentru justiția sa!
Macedonenii se luptă
Pentru justiția sa!
Nu plânge, dragă mamă Macedonia,
Ridică-ți capul cu mândrie sus,
Bătrâni, tineri, bărbați și femei,
s-au ridicat în picioare!
Bătrâni, tineri, bărbați și femei,
s-au ridicat în picioare!
Acum din nou steagul este dus
Al Republicii Krușuveane!
Goțe Delcev,Pitu Guli
Dame Gruev, Sandanschi!
Goțe Delcev, Pitu Guli,
Dame Gruev, Sandanschi!
Munții macedoneni cântă tare
Niște piese noi, niște vești noi!
Macedonia liberă,
Trăiește liber!
Macedonia liberă,
Trăiește liber!